# Protection (Kansas)
Protection es una ciudad ubicada en el condado de Comanche en el estado estadounidense de Kansas. En el año 2010 tenía una población de 514 habitantes y una densidad poblacional de 205,6 personas por km².

## Geografía
Protection se encuentra ubicada en las coordenadas 37°12′5″N 99°29′0″O / 37.20139, -99.48333 (37.201316, -99.483403).

## Demografía
Según la Oficina del Censo en 2000 los ingresos medios por hogar en la localidad eran de $26,917 y los ingresos medios por familia eran $36,705. Los hombres tenían unos ingresos medios de $26,071 frente a los $15,682 para las mujeres. La renta per cápita para la localidad era de $16,973. Alrededor del 13.5% de la población estaban por debajo del umbral de pobreza.